# Warzone
Warzone foi uma banda, formada no Lower East Side de Manhattan, em 1982. A banda ajudou a desenvolver a música hardcore da cidade de Nova York. Durante os 15 anos de banda, que contou com diversas mudanças em sua formação, seu hardcore simples e primário era bastante influenciado por bandas Oi!, tais como a banda The Business, com a qual eles saíram em turnê diversas vezes (chegando também a fazer uma versão cover de uma música deles, chamada The Real Enemy). Outro estilo que também influenciou bastante a banda era o punk rock. Os fãs da banda pertenciam a diversos estilos, e comumente seus shows eram marcados por um público skinheads, por jovens straight edge, metalheads e também por punks de todas as idades.

## História
O vocalista Raybeez (Raymond Barbieri) foi único membro consistente da banda, desde sua formação até o seu falecimento no dia 11 de setembro de 1997, que deu fim à banda. Raybeez era um veterano da Marinha dos Estados Unidos e estava recebendo tratamento na Veterans Health Administration, quando a doença danificou seu fígado e tirou-lhe a vida aos 35 anos de idade. Por mais de um ano após sua morte, todas os lançamentos feitos pela gravadora Victory Records vinham dedicados à sua memória, assim como duas coletâneas independentes. Esses álbuns - assim como alguns shows beneficentes feitos após a sua morte - levantou fundos para diversas entidades sem fins lucrativos.
Raybeez, inclusive, escreveu e cantou várias músicas que pedia unidade racial, lutou contra todos os tipos de preconceito e expressou-se fortemente contra qualquer coisa que dividia a juventude estadunidense. Sua canção "Under 18" denunciava práticas discriminatórias feitas contra menores de idade em diversos clubes que exigiam seus RG's para a liberação da entrada. A música "War Between Races" exigia o fim da violência racial e de todas as formas de preconceito dentro da cena hardcore, enquanto "Brother e Sisterhood" incentivava as mulheres a tornarem-se proeminentemente ativas no cenário hardcore, que, até hoje, continua a ser dominado tradicionalmente pelos homens.
Seus shows eram, muitas vezes, marcados pela violência, e como costume de parar as brigas entre a multidão antes que os seguranças se intrometessem e parasse o show, Raybeez costumava cantar no meio da multidão. Sua posição no meio da multidão, ao invés de parado no palco, o tornou bastante querido entre seus fãs, ao contrário de muitos outros artistas do mesmo gênero. Os fãs da Warzone não eram encorajados a cantar junto, no entanto, eles o faziam mesmo assim, e por causa disso eram eles quem decidiam e ditavam todo o repertório da banda. Inclusive era o público que decidia o quão longo o show seria - com alguns shows durando tanto tempo, que em certos momentos, nem mesmo o próprio Raybeez aguentava mais cantar.
A banda chegou ao fim em 1997, com a morte de Raybeez, vitimado por uma pneumonia.

## Discografia

### Álbuns de estúdio
- Don't Forget the Struggle, Don't Forget the Streets (1988)
- Open Your Eyes (1989)
- Warzone (1990)
- Old School to New School (1994)
- The Sound of Revolution (1996)
- Fight For Justice (1997])
- The Victory Years (1998)

### EP's
- Lower East Side Crew (1987) - EP
- Live at CBGBs (1993) - live EP
- Split with Cause for Alarm (1995) - EP de 10" polegadas
- Lower East Side (1996) - EP